# Cutin (okręg Hunedoara)
Cutin – wieś w Rumunii, w okręgu Hunedoara, w gminie Pestișu Mic. W 2011 roku liczyła 36 mieszkańców.